# 瓊花観
瓊花観（けいかかん）は、中華人民共和国江蘇省揚州市広陵区にある道観。

## 歴史
初めは唐昌観といい、唐の創建。北宋の徽宗により「蕃釐観」の名を賜った。道観には天下無双と呼ばれる瓊花の一株があり、通称瓊花観と呼ばれている。

## 建築物
石牌坊、山門殿、三清殿、廊房、花園、瓊花台、無双亭、玉鉤井、文杏楼